# Provinz Talca
Die Provinz Talca (spanisch Provincia de Talca) ist eine Provinz in der chilenischen Región del Maule. Die Hauptstadt ist Talca. Beim Zensus 2017 lag die Einwohnerzahl bei 412.769 Personen. Die Provinz ist nach seiner Hauptstadt benannt.

## Geographie
Die Provinz Talca grenzt im Norden an die Provinz Curicó, im Süden an die Provinzen Linares und Cauquenes, im Westen an den Pazifik und im Osten an Argentinien. Im Osten bedecken die Andenhänge einen beträchtlichen Teil des Territoriums, und im Westen wird ein weiteres großes Gebiet von der chilenischen Küstenkette eingenommen. Dazwischen liegt das zentrale Tal von Chile. In den Anden erhebt sich auf dem Gebiet der Provinz Talca u. a. der 3953 m hohe Vulkan Descabezado Grande. Die bergigen Teile sind bewaldet, und die dazwischen liegende Ebene, die sanft nach Süden abfällt, ist fruchtbar.

## Gemeinden
Die Provinz Talca gliedert sich in zehn Gemeinden:
- Talca
- San Clemente
- Pelarco
- Pencahue
- Maule
- San Rafael
- Curepto
- Constitución
- Empedrado
- Río Claro